# Jessica Nabongo
Jessica Nabongo (sinh ngày 15 tháng 5 năm 1984) là một blogger du lịch người Mỹ gốc Uganda, đồng thời là một người marketing có ảnh hưởng. Cô là người phụ nữ da đen đầu tiên đã đến tất cả quốc gia trên thế giới. Ngày 6 tháng 10 năm 2019, cô tới đất nước cuối cùng mà mình đặt ra trong hành trình là Seychelles.

## Thời thơ ấu và giáo dục
Cô được sinh ra tại Detroit, Michigan với cha mẹ là người gốc Uganda. Cô theo học đại học St. John's ở thành phố New York và tốt nghiệp với một tấm bằng Cử nhân Nghệ thuật ngành Anh ngữ. Sau đó Nabongo nhập học Trường Kinh tế Luân Đôn, tại đây cô lấy bằng thạc sĩ về chuyên ngành phát triển quốc tế.

## Sự nghiệp
Mặc dù bắt đầu đi du lịch từ năm 6 tuổi, nhưng sau khi hoàn thành đại học, cô đã làm việc tại một công ty dược phẩm trong hai năm, dạy tiếng Anh ở Nhật Bản và làm cố vấn cho Tổ chức Lương thực và nông nghiệp Liên hợp quốc, trước khi trở thành một blogger về đề tài du lịch. Cô thành lập một công ty có tên Jet Black chuyên tổ chức các hành trình tùy chỉnh cho các chuyến đi của nhóm du khách nhỏ ở châu Phi, cũng như bán các mặt hàng du lịch như áo phông có thương hiệu và bao hộ chiếu. Cô cũng là một người marketing ảnh hưởng khi làm việc với các khách sạn và thương hiệu du lịch - nhà hàng - khách sạn.

## Du lịch thế giới
Tính đến năm 2016, cô đã đến thăm 60 quốc gia. Vào năm 2017, cô quyết định du lịch tới tất cả 193 quốc gia trên thế giới. Theo một bài đăng trên trang Instagram của mình, Jesssica đã đến quốc gia thứ 195 trong danh sách của mình vào ngày 6 tháng 10 năm 2019, đó là Seychelles. Trong quá trình bay, Nabongo đã bay hơn 450 chuyến, thực hiện hơn 1 triệu dặm bay. Cô bay hơn 170 chuyến mỗi năm và suýt từ bỏ việc này nhiều lần. Một vài lần, cô đã bị thất vọng khi chứng kiến cảnh bản thân bị buộc phải xếp hàng sau những du khách da trắng hoặc buộc phải đưa hối lộ để vượt qua biên giới của các quốc gia.
Trong cuốn sách The Catch Me If You Can (tạm dịch "Hãy đuổi kịp tôi nếu có thể") xuất bản ngày 14 tháng 6 năm 2022 đặt tên theo blog nổi tiếng của mình, cô đã kể lại hành trình phá kỷ lục, tập trung vào 100 trong số 195 nước mà cô đã đi qua.

## Tranh cãi
Việc Nabongo khẳng định cô là người phụ nữ da đen đầu tiên đến thăm tất cả quốc gia cũng dấy lên tranh cãi. Woni Spotts cũng được xem là một người phụ nữ Mỹ gốc Phi đầu tiên đến thăm 195 quốc gia và vùng lãnh thổ sau khi hoàn thành sứ mệnh kéo dài 40 năm vào tháng 9 năm 2018.